# Rafael García Cortés
Rafael García Cortés (Madrid, 18 de gener de 1958) és un exfutbolista madrileny, que ocupava la posició de defensa.
Es va formar al planter del Reial Madrid. Amb el club del Santiago Bernabéu va guanyar la lliga 78/79 i la Copa del Rei de 1982. Posteriorment va militar al Reial Saragossa (on guanyà la Copa del Rei de 1986), RCD Mallorca i Rayo Vallecano.
Va ser internacional espanyol en seleccions inferiors, així com amb el combinat espanyol amateur.